# 坂口湧久
坂口 湧久（さかぐち わく、2001年11月7日 - ）は、日本の俳優。砂岡事務所所属

## 人物
- 特技は歌、タップダンス、バレエ、テニス、エレクトーン、パーカッション、日本舞踊[1]。
- 2024年12月、活動休止。2025年4月からは一般会社に就職予定[2]。

## 出演

### テレビドラマ
- Around40〜注文の多いオンナたち〜（2008年4月 - 6月、TBS）
- 任侠ヘルパー（2009年7月9日 - 9月17日、フジテレビ）
- グッドライフ〜ありがとう、パパ。さよなら〜（2011年4月19日 - 6月28日、関西テレビ）澤本大地（幼少期） 役
- リーガル・ハイ（2012年4月17日 - 6月26日、フジテレビ）古美門研介（幼少期） 役
- パーフェクト・ブルー（2012年10月8日 - 12月17日、TBS）宗田淳一 役
- カラマーゾフの兄弟 第4話（2013年1月 - 3月、フジテレビ）裕太 役
- ダブルス〜二人の刑事 第1話（2013年4月 - 6月、テレビ朝日）工藤雅樹 / 中川和之（幼少期） 役
- プレミアムドラマ「かすてぃら」（2013年7月 - 8月、NHK BSプレミアム）佐野繁理 役
- なるようになるさ。 第8話（2013年7月 - 9月、TBS）大木福 役
- 星新一ミステリーSP「程度の問題」（2014年2月15日、フジテレビ）少年 役
- 大河ドラマ 青天を衝け（2021年、NHK総合）小野田 役

### その他のテレビ番組
- それいけ!アンパンマンくらぶ（2010年、BS日テレ）
- TVアニメ ブラッドラッド（2013年） - 幼少期のスタズ 役
- TVアニメ ピンポン THE ANIMATION（2014年） - 子供のドラゴン 役

### 舞台・ミュージカル
- みんな我が子
- ミス・サイゴン
- 風鈴火山 -晴信燃ゆ
- ブルーストッキングの女たち（2009年） - 一 役
- モーツァルト!（2010年） - アマデ 役
- MITSUKO〜愛は国境を越えて〜（2011年）
- 嵐が丘（2011年） - ヒースクリフ（幼少期） 役
- エリザベート (ミュージカル)（2012年） - 少年ルドルフ 役
- クリプトグラム  - ジョン 役
- PERSONA3 the Weird Masquerade 〜蒼鉛の結晶〜 - 天田乾 役
- ミュージカル八犬伝―東方八犬異聞―（2015年8月14日 - 23日、シアターサンモール）- 主演：犬塚信乃 役
  - ミュージカル八犬伝―東方八犬異聞― 二章（2016年11月23日 - 27日、全労済ホール スペース・ゼロ）
- 忍法浪漫剣劇　百花百狼 〜戦国忍法帖〜 月下丸の章（2018年） - 山倉猿之介 役
- レプリカ（2024年） - クピド 役[3]

### 映画
- 仮面ライダー×仮面ライダー×仮面ライダー THE MOVIE 超・電王トリロジー EPISODE YELLOW お宝DEエンド・パイレーツ（2010年） - 子供時代の黒崎レイジ 役[4]
- 嘘つきみーくんと壊れたまーちゃん（2011年1月22日） - みーくん（幼少） 役